# Ulrich Schnitzer
Ulrich Schnitzer (* 1937 in Freiburg im Breisgau) ist ein deutscher Architekt, emeritierter Professor und Buchautor. Er war ab 1980 Professor für Planen und Bauen im ländlichen Raum an der Universität Karlsruhe (TH), später auch Dekan der Fakultät Architektur und Mitglied im Vorstand des Interfakultativen Instituts für Regionalwissenschaft.

## Leben
Ulrich Schnitzer studierte Architektur an der Universität Karlsruhe (seit 2009 Karlsruher Institut für Technologie, KIT) und schloss 1966 das Studium mit dem Diplom bei Egon Eiermann ab. Im Anschluss war er als wissenschaftlicher Assistent am Institut für Orts, Regional- und Landesplanung (ORL) Universität Karlsruhe tätig. 1969 wurde Schnitzer mit der Arbeit „Untersuchungen zur Planung von Reitanlagen“ zum Dr.-Ing. promoviert. Es folgte 1973/74 seine Tätigkeit als Akademischer Rat/Oberrat, ehe er 1977 habilitierte. 1980 wurde er Universitätsprofessor für Planen und Bauen im ländlichen Raum an der Fakultät für Architektur der Universität Karlsruhe (TH). 1986–88 war er Dekan dieser Fakultät und 1997–2001 im Vorstand des Interfakultativen Instituts für Regionalwissenschaft.
Seit 1966 ist Schnitzer als freier Architekt tätig, seit 2001 in Bürogemeinschaft mit Dipl.-Ing. Maria Plank. Neben seiner Architektentätigkeit ist er öffentlich bestellter und vereidigter Sachverständiger für Pferdehaltung, -stallbau und Reitanlagen. Außerdem ist er aktiv im Pferdesport (Dressur).
Schnitzer lebt und arbeitet in Karlsruhe.

## Wirken
Hauptforschungsgebiete von Schnitzer sind Entwicklungsplanung im ländlichen Raum, Tierhaltungssysteme, Landwirtschaftliches Bauwesen, Bauen für den Pferdesport und Umgang mit historischer ländlicher Bausubstanz, insbesondere dem Schwarzwälder Bauernhaus. Entsprechend gestalten sich auch die Schwerpunkte seiner Architektentätigkeit.
Schnitzer erhielt 1978 den Ernst Hutzenlaub Tierschutz-Forschungspreis zusammen mit Peter Kämmer, 1980 die Verdienstmedaille des Schwarzwaldvereins sowie 1984 den Hugo-Häring-Preis für das Sportpferde-Forschungszentrum Baden-Baden in Iffezheim. 2008 wurde ihm das Deutsche Reiterkreuz in Silber verliehen.

## Engagement
Schnitzer engagierte sich in Arbeitsgruppen der Deutschen Reiterlichen Vereinigung (FN), des Bundesministeriums für Ernährung zum Thema Tierschutz in Pferdesport und Pferdehaltung und in der Fachgruppe Angewandte Ethologie der Deutschen Veterinärmedizinischen Gesellschaft e.V. sowie zu Hufbeschlaggesetz und -verordnung.

## Veröffentlichungen
- Pferde versammeln vom Boden aus. Arbeit an der Hand und am langen Zügel. FN-Verlag, Warendorf 2015, ISBN 978-3-88542-884-8.
- Fortschritte mit Fehleinschätzungen. Fünf jahrzehnte Entwicklung der Pferdehaltung. Piaffe Nr. 2/2011, 76–85.
- Kernpunkte klassischer Dressurausbildung. WuWei-Verlag, Schondorf 2010, ISBN 978-3-930953-61-5.
- Verhalten und Pferdeausbildung. WuWei-Verlag, Schondorf 2008, ISBN 978-3-930953-37-0.
- Gebäude für die Berglandwirtschaft. Beispiele aus dem Schwarzwald. KTBL-Schrift 379, Darmstadt 1998, ISBN 3-7843-1984-X.
- Schwarzwaldhäuser von gestern für die Landwirtschaft von morgen. Arbeitsheft 2 des Landesdenkmalamtes Baden-Württemberg, Theiss Verlag, Stuttgart 1989, ISBN 3-8062-0567-1 (PDF-Datei; 22 MB).
- Dungverwertung im Grünlandbetrieb – Über die Notwendigkeit von Alternativen zum Flüssigmist. KTBL-Arbeitspapier, Darmstadt 1983.
- Mit J. Grau, K. Maurer, R. Wagemann: Der Standort als Planungsgfrundlage landwirtschaftlicher Gebäude. KTBL-Bauschrift, Darmstadt 1980.
- Die Stallbeurteilung am Beispiel des Ausruhverhaltens von Milchkühen. KTBL-Arbeitspapier, Darmstadt 1975 (Hutzenlaub-Tierschutz-Forschungspreis 1978).
- Untersuchungen zur Planung von Reitanlagen. (= KTBL-Bauschrift. 6). Frankfurt 1970, ISBN 3-7843-1856-8. (Diss. Universität Karlsruhe 1969)